# توماس كيلسو
توماس كيلسو (بالإنجليزية: Thomas Kelso)‏ هو شخصية أعمال أمريكي، ولد في 28 أغسطس 1784، وتوفي في 26 يوليو 1878.